# Emiliano Figueroa
Emiliano Figueroa Larraín (Santiago, 12 juli 1866 – aldaar, 15 mei 1931) was een Chileens staatsman. Hij was van 23 mei 1925 tot 10 mei 1927 de 19de president van Chili. In 1910 was hij enige maanden waarnemend president.
Emilio Figueroa volgde zijn opleiding aan het Colegio San Ignacio en het Instituto Nacional. Daarna studeerde hij rechten aan de Universiteit van Chili. Hij promoveerde in 1889. In datzelfde jaar werd hij benoemd tot gemeentesecretaris van Santiago; daarnaast was hij werkzaam als landbouwer. Hij sloot zich aan bij de groep liberalen rond president José Manuel Balmaceda. President Balamceda werd tijdens de Chileense Burgeroorlog (1891) verdreven en pleegde later zelfmoord. Aanhangers van Balmaceda, waaronder Figueroa, organiseerden zich in 1893 in de Partido Liberal Democrático (Liberaal-Democratische Partij). De liberaal-democraten waren voorstander van een sterke positie voor de president.
Van 1900 tot 1903 en van 1905 tot 1906 was hij lid van de Kamer van Afgevaardigden. In 1907 en van 1909 tot 1910 was hij minister van Justitie onder president Pedro Montt. President Montt overleed op 16 augustus 1910 en Elías Fernández volgde hem op als waarnemend president, die echter op 6 september van dat jaar overleed. Figueroa werd benoemd tot waarnemend president met de titel vice-president. Op 23 december 1910 werd hij opgevolgd door Luis Barros Borgoño, de winnaar van de presidentsverkiezingen eerder dat jaar.
Van 1911 tot 1914 was hij ambassadeur van Chili in Argentinië. Na zijn terugkeer in Chili werkte hij voor de regering van president Juan Luis Sanfuentes. In 1925 werd hij door de burgerlijke partijen (liberalen, conservatieven en radicalen) aangewezen als presidentskandidaat. Bij de verkiezingen van 1925 nam hij het op tegen de linkse José Santos Salas. Figueroa kreeg 71% van de stemmen en op 23 december 1925 werd hij als president ingezworen.
Als president hield Figueroa de ambitieuze generaal Carlos Ibáñez als minister van Defensie en benoemde hem later als minister van Binnenlandse Zaken. In 1927 liet generaal Ibáñez de broer van president Figueroa, Javier Ángel Figueroa en president van hooggerechtshof, arresteren. De positie van de president werd onhoudbaar en op 10 mei diende hij zijn ontslag in. Generaal Ibáñez werd daarop aangesteld als waarnemend president en werd later dat jaar met 98% van de stemmen gekozen tot president van Chili. Ibáñez voerde een dictatoriaal bewind. 
Ibáñez benoemd Figueroa tot ambassadeur in Peru (1928). In die functie sloot hij in opdracht van de regering een verdrag met dat land dat een einde maakte aan territoriale disputen tussen Chili en Peru. In 1929 keerde hij naar Chili terug en werd hij benoemd tot directeur van de nationale radio-omroep en president van de Centrale Bank. Hij overleed tijdens een auto-ongeluk.
Emiliano Figueroa was getrouwd (1889) met Leonor Sánchez Vicuña (1869-1940). Het echtpaar kreeg vier kinderen.

## Samenstelling kabinetten
| Ministerie (Vicepresidentschap van Emiliano Figueroa 16.09.1910-23.12.1910) | Naam/Periode | Partij                                        |
| --------------------------------------------------------------------------- | --- | --------------------------------------------- |
| Binnenlandse Zaken                                                          | Enrique Rodríguez (1910) | Liberal                                       |
| Buitenlandse Zaken, Eredienst en Kolonisatie                                | Luis Izquierdo Fredes (1910)                                                                                                | Liberal                                       |
| Financiën                                                                   | Carlos Balmaceda Saavedra (1910)                                                                                            | Liberal Democrático                           |
| Oorlog en Marine                                                            | Carlos Larraín Claro (1910)                                                                                                 | Liberal                                       |
| Justitie en Openbaar Onderwijs                                              | Domingo Amunátegui Solar (1909)                                                                                             | Liberal                                       |
| Industrie, Openbare Werken en Spoorwegen                                    | Fidel Muñoz Rodríguez (1910)                                                                                                | Radical                                       |
| Ministerie (Presidentschap van Emiliano Figueroa 23.12.1925-10.05.1927)     | Naam/Periode | Partij                                        |
| Binnenlandse Zaken                                                          | Maximiliano Ibáñez Ibáñez (1925-1926) Manuel Rivas Vicuña (1926-1927) Carlos Ibáñez del Campo (1927)                        | Liberal Militair                              |
| Buitenlandse Zaken                                                          | Beltrán Mathieu Andrews (1925-1926) Antonio Huneeus Gana (1926) Jorge Matte Gormaz (1926-1927) Conrado Ríos Gallardo (1927) | Radical Liberal                               |
| Financiën                                                                   | Jorge Silva Somarriva (1925-1926) Lautaro Rozas (1926) Alberto Edwards Vives (1926-1927) Pablo Ramírez Rodríguez (1927)     | Liberal Democrático Militair Nacional Radical |
| Oorlog                                                                      | Carlos Ibáñez del Campo (1925-1927) Juan Ortiz Vega (1927)                                                                  | Militair                                      |
| Marine                                                                      | Arturo Swett Otaegui (1925-1927) Carlos Frödden Lorenzen (1927)                                                             | Militair                                      |
| Justitie en Openbaar Onderwijs                                              | Alamiro Huidobro Valdés (1925-1926) Alvaro Santa María (1926) Ramón Montero (1926-1927) Aquiles Vergara Vicuña (1927)       | PC PLD PR                                     |
| Volksgezondheid, Welzijn en Bijstand                                        | Lucio Córdova (1925-1926) Manuel Rivas Vicuña (1926) Isaac Hevia Concha (1926-1927)                                         | Conservador Liberal Radical                   |
| Openbare Werken, Handel en PTT                                              | Angel Guarello Costa (1925-1926) Julio Velasco González (1926-1927)                                                         | Democrático                                   |